# Friedrichstadt (Dresden)

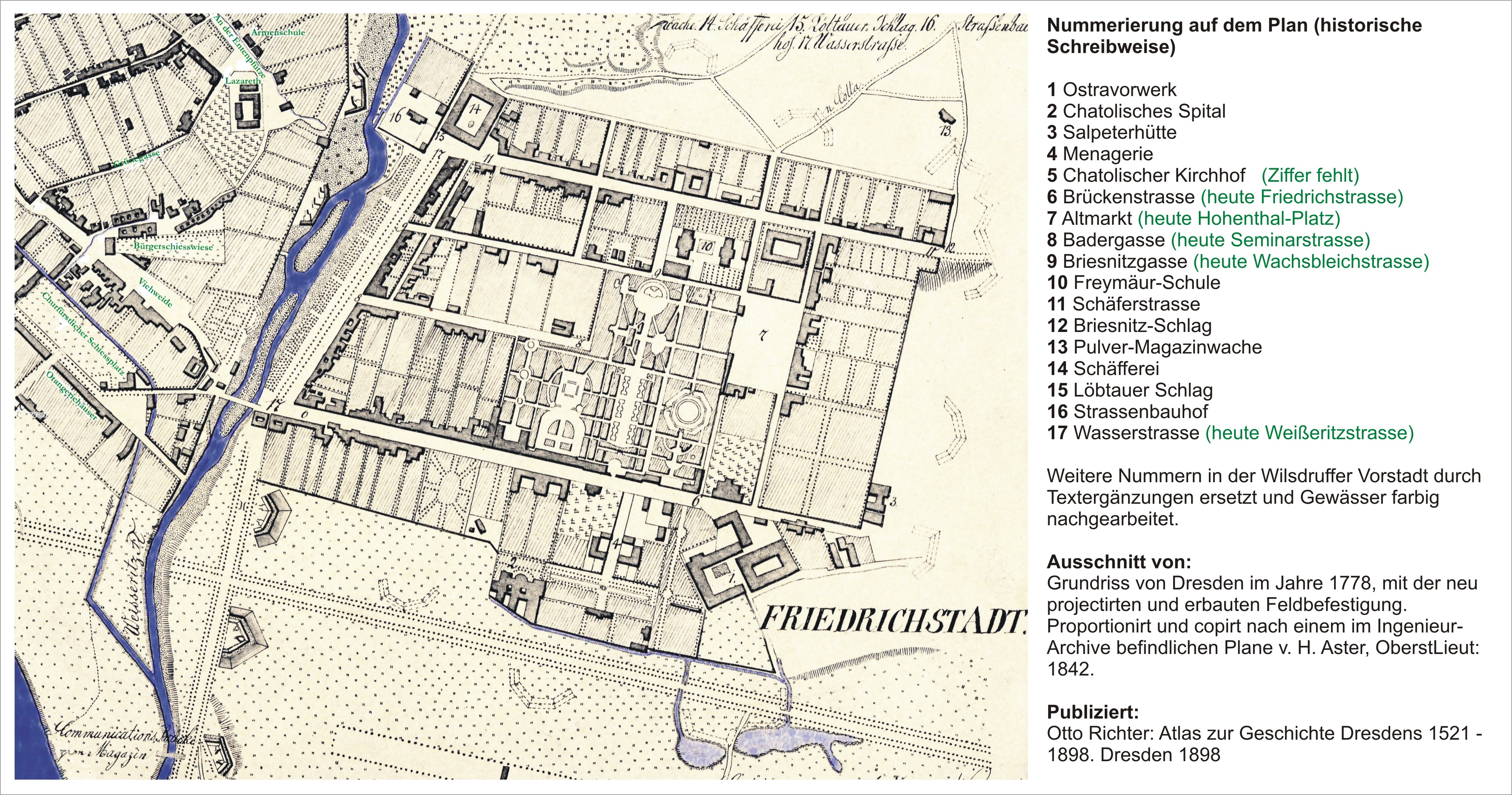
Die Friedrichstadt um 1778 (gesüdet)

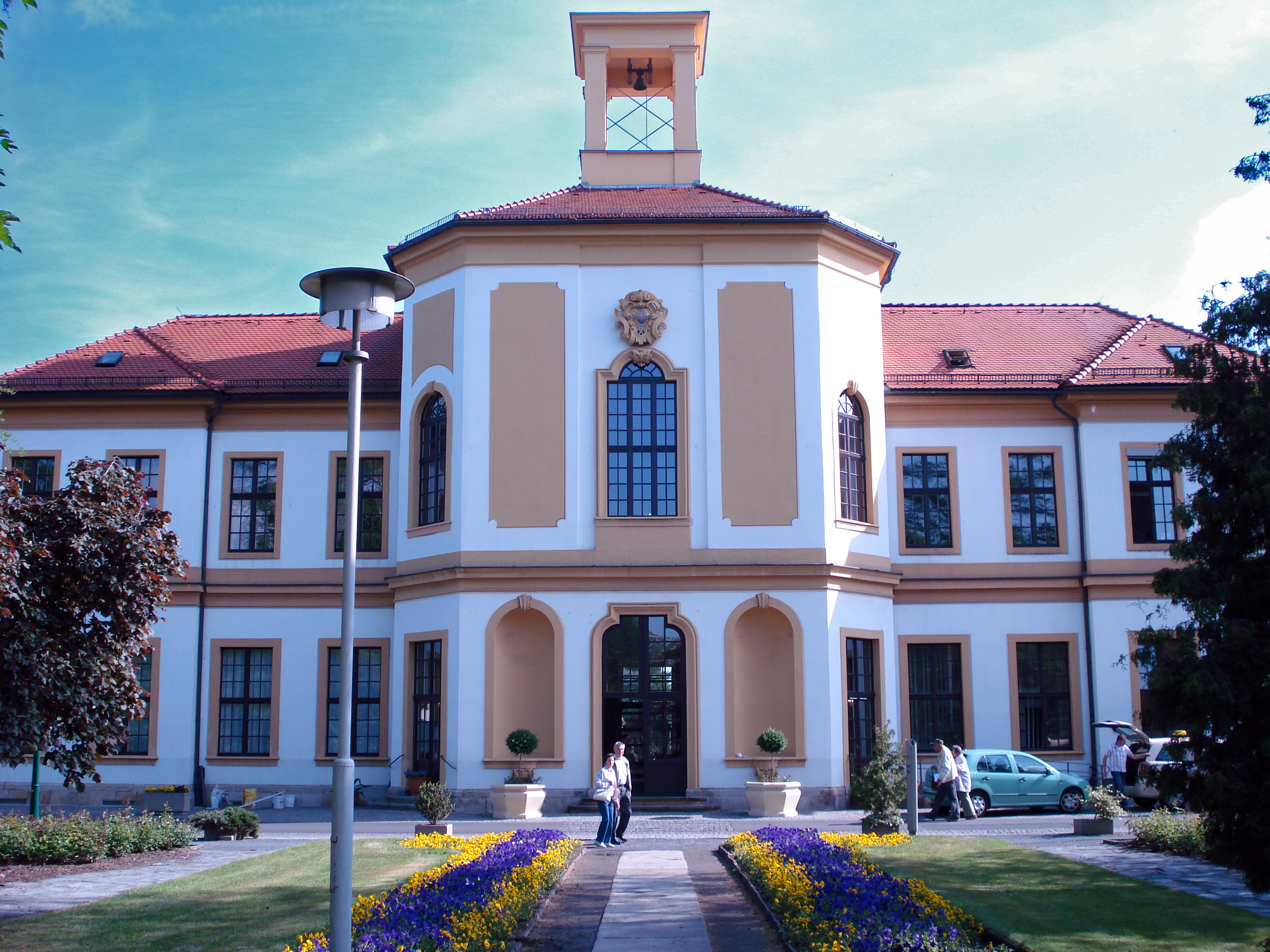
Krankenhaus Friedrichstadt im Palais Brühl-Marcolini

Die Friedrichstadt ist ein linksseitig der Elbe gelegener Stadtteil Dresdens und gehört zum Stadtbezirk Altstadt, bildet aber eine eigene Gemarkung. Die Friedrichstadt zählt zu den Dresdner Vorstädten.

## Geschichte
Die erste Erwähnung dieses Gebietes, zur damaligen Zeit noch das Dorf Oztrov (bzw. Ostra), erfolgte in einer Urkunde des Markgrafen Dietrich von Meißen vom 31. März 1206, der gleichen Urkunde, in der auch Dresden erstmals erwähnt wurde. Das altsorbische Wort oztrov bedeutet Flussinsel und charakterisiert damit das hochwasserfreie Gebiet westlich der früheren, natürlichen Mündung der Weißeritz in die Elbe, in dem sich Ostra befand. In westlicher Richtung lagen damals noch die kleineren Dörfer Rostagk und Wernten, die im 15. Jahrhundert aufgegeben und deren Gelände darauf Ostra zugeschlagen wurde.
Nachdem das Dorf 1559 in den Besitz von Kurfürst August gelangte, welcher das Gelände durch Ankäufe vergrößerte, wurde das Dorf Ostra 1568 aufgelöst. An dessen Stelle wurde das Ostravorwerk gegründet, dessen Aufgabe es war, die Versorgung des Hofes und der Festung Dresden sicherzustellen. Die vorherigen Dorfbewohner wurden umgesiedelt und erhielten als Entschädigung hauptsächlich vormals klösterliche Ländereien in der Nähe von Leubnitz, deren Besitz im Zuge der Reformation dem kurfürstlichen Hof zugefallen war. Andere Dorfbewohner wurden mit Böden in der Nähe von Zschertnitz abgefunden.
Für die Bewirtschaftung des in der Folgezeit massiv ausgebauten Vorwerkes wurden Bewohner der umliegenden Dörfer zu Frondiensten herangezogen.
In der Folgezeit entstanden ein Tiergehege (das Ostra-Gehege) und als Handwerkersiedlung die Vorstadt Ostra, die 1730 in Friedrichstadt (zu Ehren des sächsischen Kurprinzen und nachmaligen Kurfürsten Friedrich August II.) umbenannt wurde.
1835 wurde Friedrichstadt nach Dresden eingemeindet.
1945 fiel die Katholisch-Apostolische Kirche den Bombenangriffen zum Opfer.

## Einwohnerentwicklung
Seit 1990 ist die Friedrichstadt einer der prozentual am stärksten wachsenden Stadtteile Dresdens. Die Einwohnerzahl hat seit 1990 um über 50 % zugenommen.
| Jahr | Einwohnerzahl (jeweils am 31.12.) |
| ---- | --------------------------------- |
| 1990 | 5.891                             |
| 1995 | 5.369                             |
| 2000 | 5.168                             |
| 2005 | 5.432                             |
| 2010 | 6.558                             |
| 2014 | 7.686                             |
| 2015 | 9.053                             |
| 2017 | 9.156                             |
| 2019 | 10.038                            |
| 2023 | 11.543                            |

## Heutiges Stadtbild
In der Friedrichstädter Friedrichstraße (die übrigens nicht nach dem gleichen Friedrich benannt ist) befindet sich direkt gegenüber vom Friedrichstädter Krankenhaus einer der bedeutendsten Friedhöfe Dresdens, der Alte Katholische Friedhof. Die Friedrichstadt ist geprägt durch das denkmalgeschützte Krankenhaus, die wenigen erhalten gebliebenen Gebäude des Vorwerkes und das technische Rathaus am Verschiebebahnhof Dresden-Friedrichstadt. Als eine der wenigen intakt gebliebenen Straßen in Innenstadtnähe hat die Friedrichstraße neben der barocken Matthäuskirche zahlreiche Wohnhäuser dieser Stilrichtung, die unter Denkmalschutz stehen.
In Friedrichstadt befindet sich außerdem der Alberthafen mit dem weithin sichtbaren Gebäude der Dresdener Mühle oder Hafenmühle sowie der ehemalige Städtische Vieh- und Schlachthof, die heutige Messe. Das Ensemble aus Yenidze und Heinz-Steyer-Stadion, welches bis zum Herbst 2023 als Eingangstor zum Sportpark Ostra neugebaut wird, ist ebenfalls in der Friedrichstadt zu finden.

## Verkehr
Die Friedrichstadt wird über den Bahnhof Dresden-Mitte, der sich an der östlichen Grenze zum Stadtteil Wilsdruffer Vorstadt befindet, direkt mit dem Regionalverkehr in Richtung Görlitz, Hoyerswerda, Cottbus und Leipzig der Eisenbahn eingebunden. Die S-Bahn verbindet die Friedrichstadt in 19 Minuten mit dem Flughafen Dresden. Am südlichen Bahnhof Dresden-Friedrichstadt halten zudem Züge in Richtung Elsterwerda.
Durch die Friedrichstadt verkehren zudem zahlreiche Straßenbahnlinien und die Haltestelle „Bahnhof Mitte“ ist ein übergeordneter Verkehrsknotenpunkt für Straßenbahn- und Buslinien mit Anschluss an die S-Bahn.
In der Friedrichstadt befindet sich auch das Logistikzentrum, von dem aus von 2001 bis 2020 die CarGoTram zur Gläsernen Manufaktur verkehrte.

## Kulturdenkmale, Sehenswürdigkeiten und technische Bauwerke
- Alter Katholischer Friedhof
- Palais Brühl-Marcolini, jetzt Krankenhaus Dresden-Friedrichstadt
- Schlachthof/Messe Dresden
- Yenidze
- Schulmuseum Dresden
- Neptunbrunnen
- ev.-luth. Matthäuskirche[3]
- Heinz-Steyer-Stadion

## Söhne und Töchter des Stadtteils
- Caroline Friederike Friedrich (1749–1815), Malerin von Stillleben, Akademielehrerin
- Christoph Eusebius Raschig (1766–1827), sächsischer Generalstabsarzt, Medizinprofessor
- Ludwig Richter (1803–1884), Maler und Zeichner
- Georg Moritz Heyde (1810–1886), Stenograf
- Max Preßler (1815–1886), Ingenieur und Forstwissenschaftler
- Ludwig Friedrich (1827–1916), Maler, Kupferstecher und Radierer
- Paula Modersohn-Becker (1876–1907), Malerin und Wegbereiterin des Expressionismus
- Bernhard Koban (1931–2022), Grafiker
- Peter Kulka (1937–2024), Architekt der Gegenwart und Hochschullehrer

## Film
Filme, die in oder von der Friedrichstadt handeln:
- 2002 „… man spart sich den Weg nach Venedig“ – Kleine Friedrichstädter Flutgeschichten, Filmdokumentation 2002 von Ralf Kukula und Ray van Zeschau (Balancefilm).
- 1992 Little Sister / Teddy goes to Golgatha (Freunde der italienischen Oper)
- 1991 For Vincent (mit Susanne Böwe & Katherina Lange)
- 1990 Sentimental Sea (Freunde der italienischen Oper)
- 1988 In Dres wird immer noch geträumt (FESA)
- 1988 Die ersten Fünf Minuten nach dem Tod (Milder Wahn / FESA)
- 1986 Labyrinth (FESA)

## Bilder

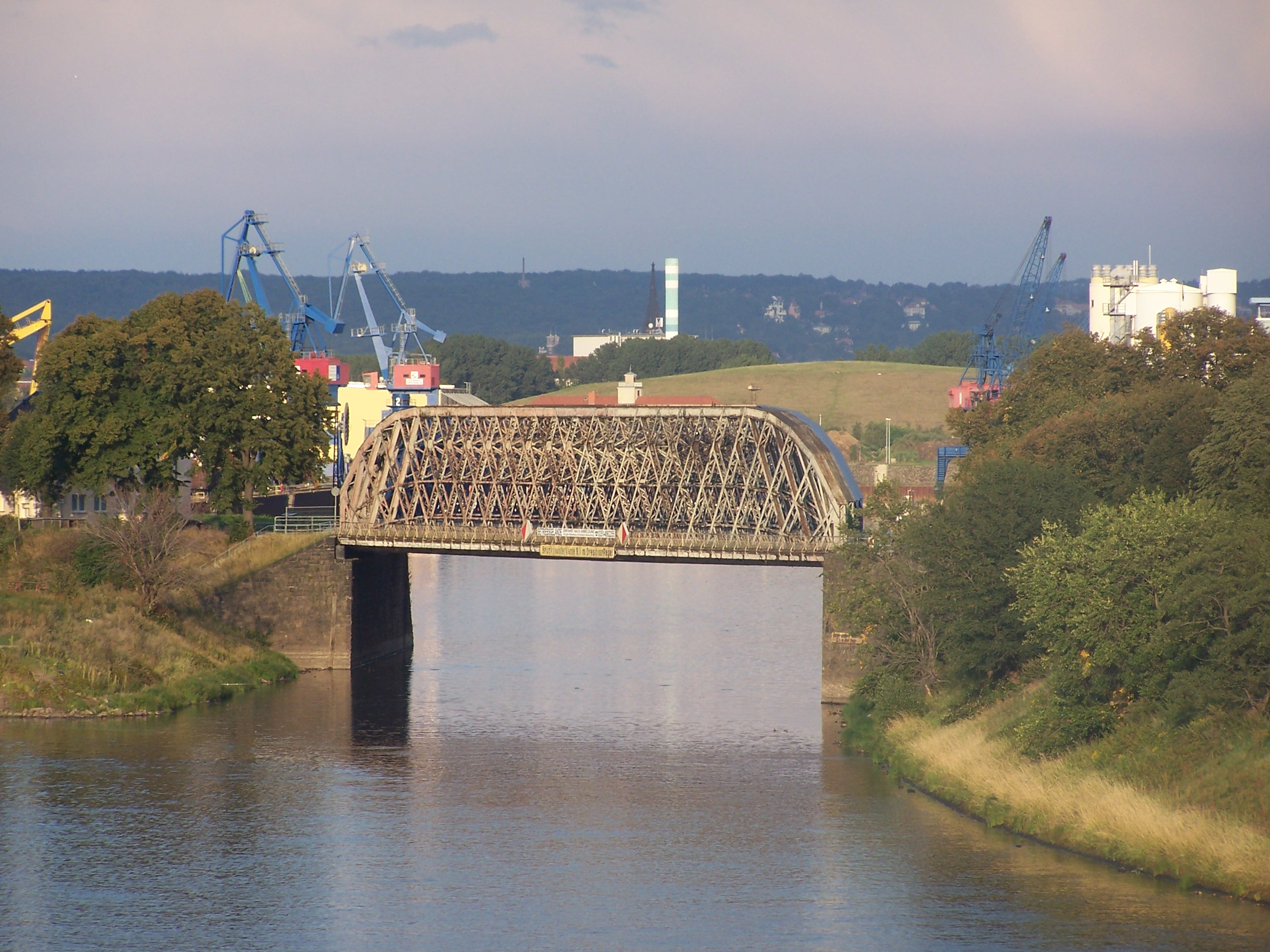
Alberthafen
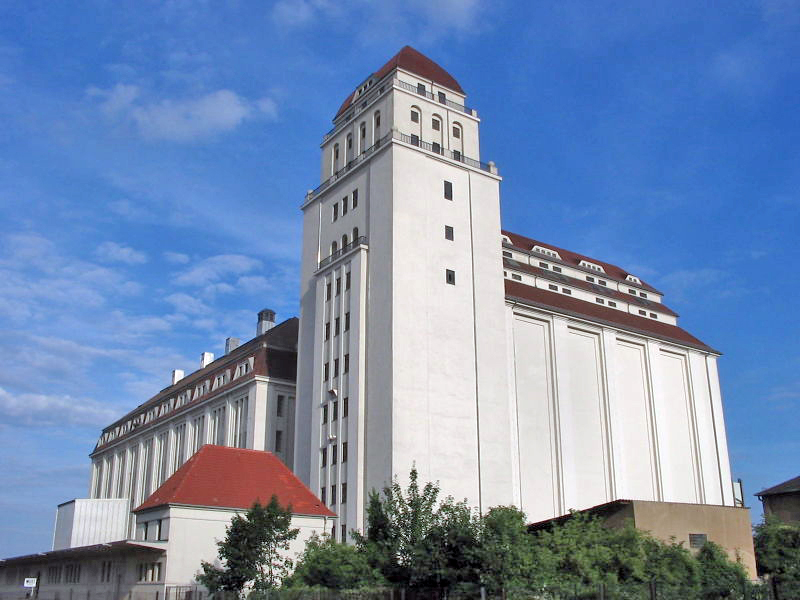
Dresdener Mühle
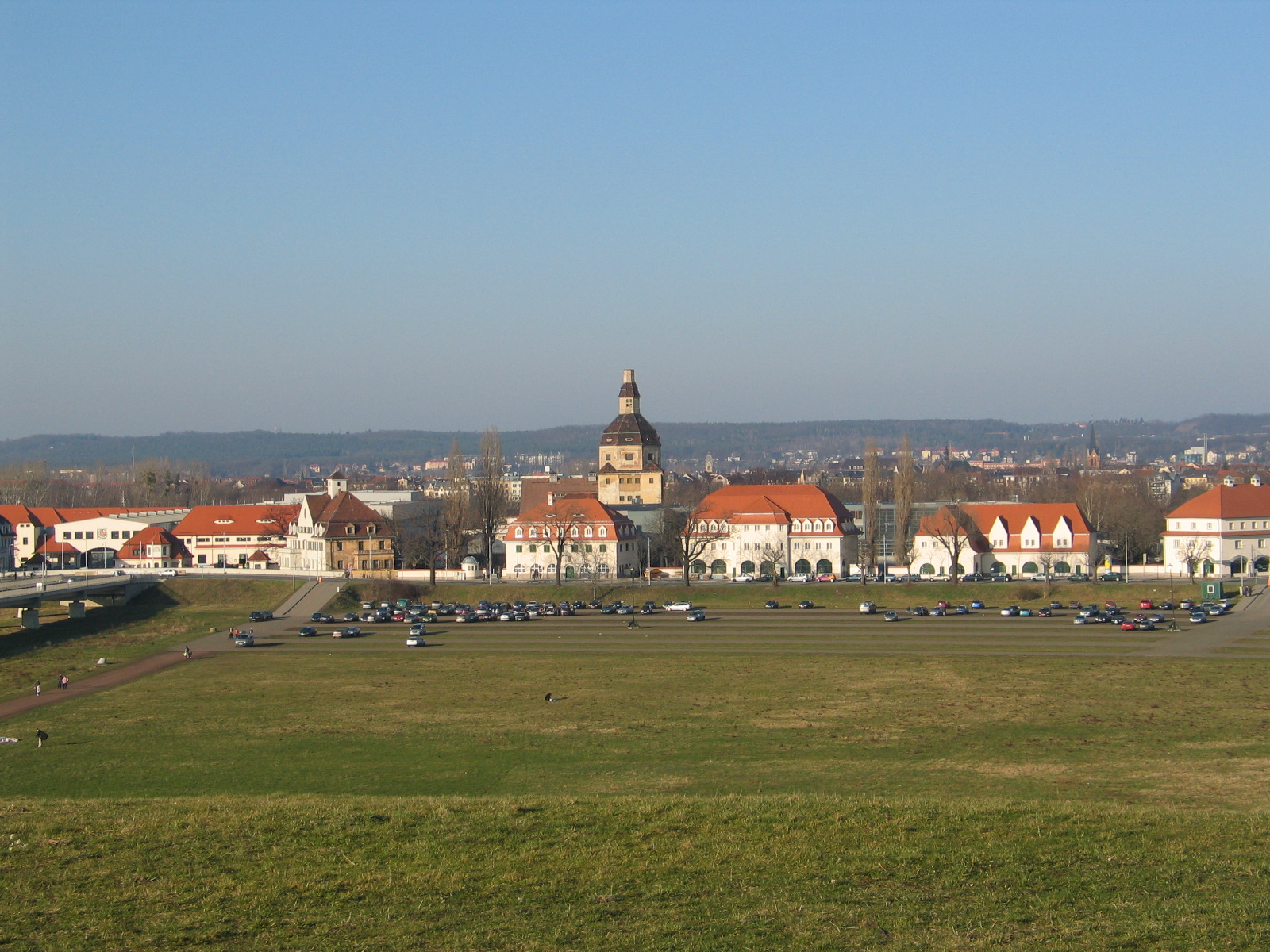
Ostragehege mit Dresdner Messe
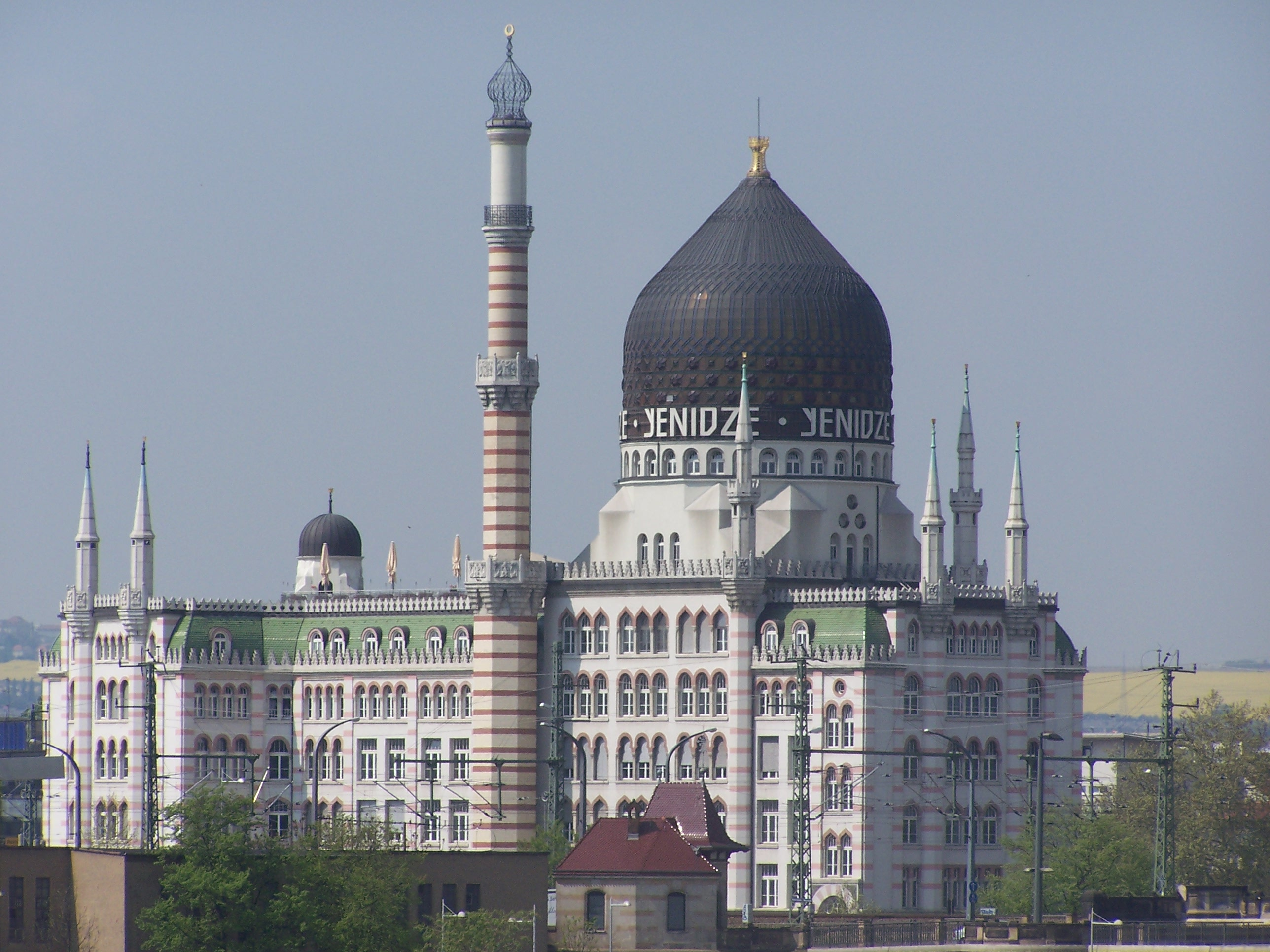
Yenidze
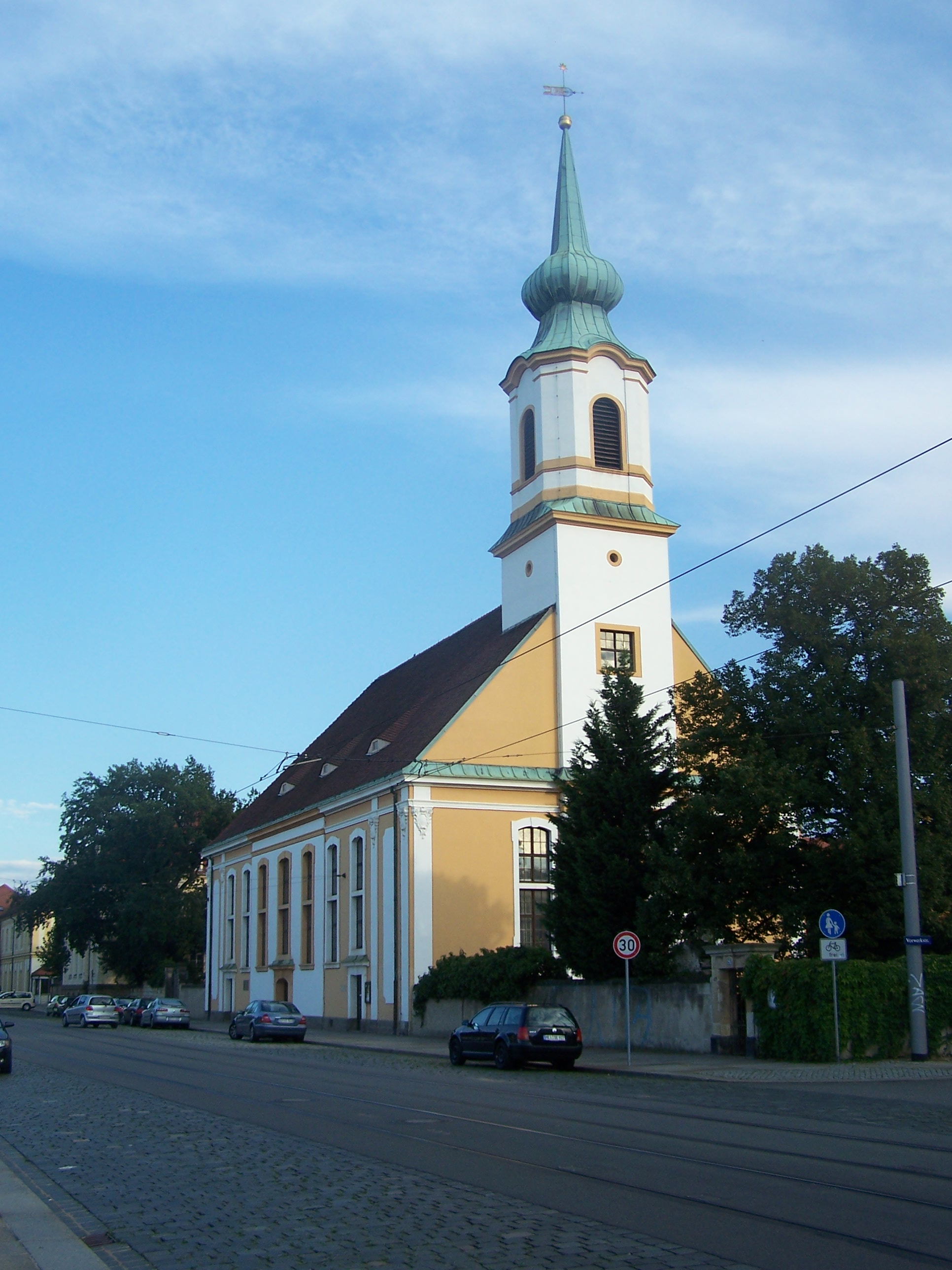
Evangelische Matthäuskirche
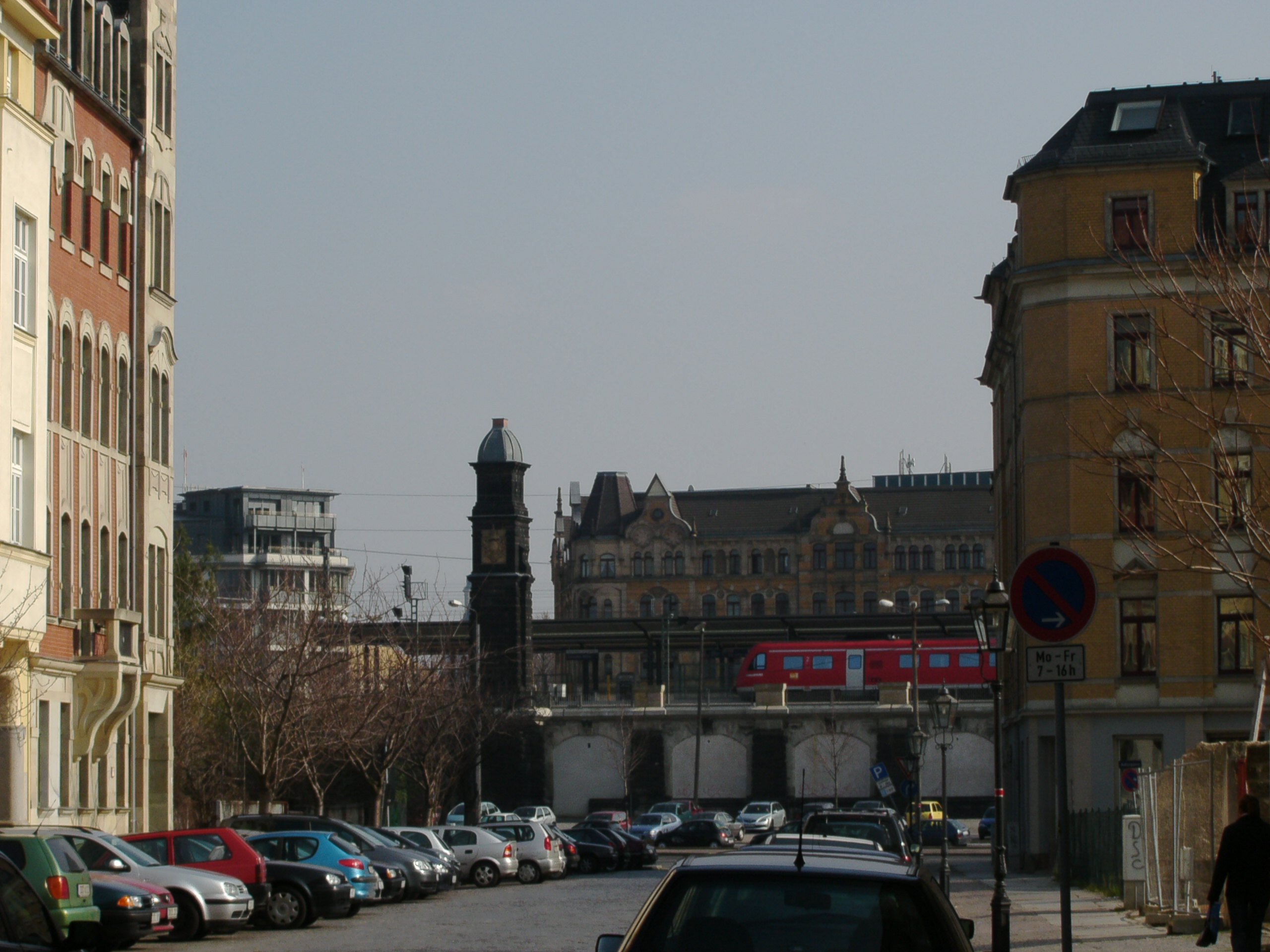
Bahnhof Dresden-Mitte am Rand der Friedrichstadt
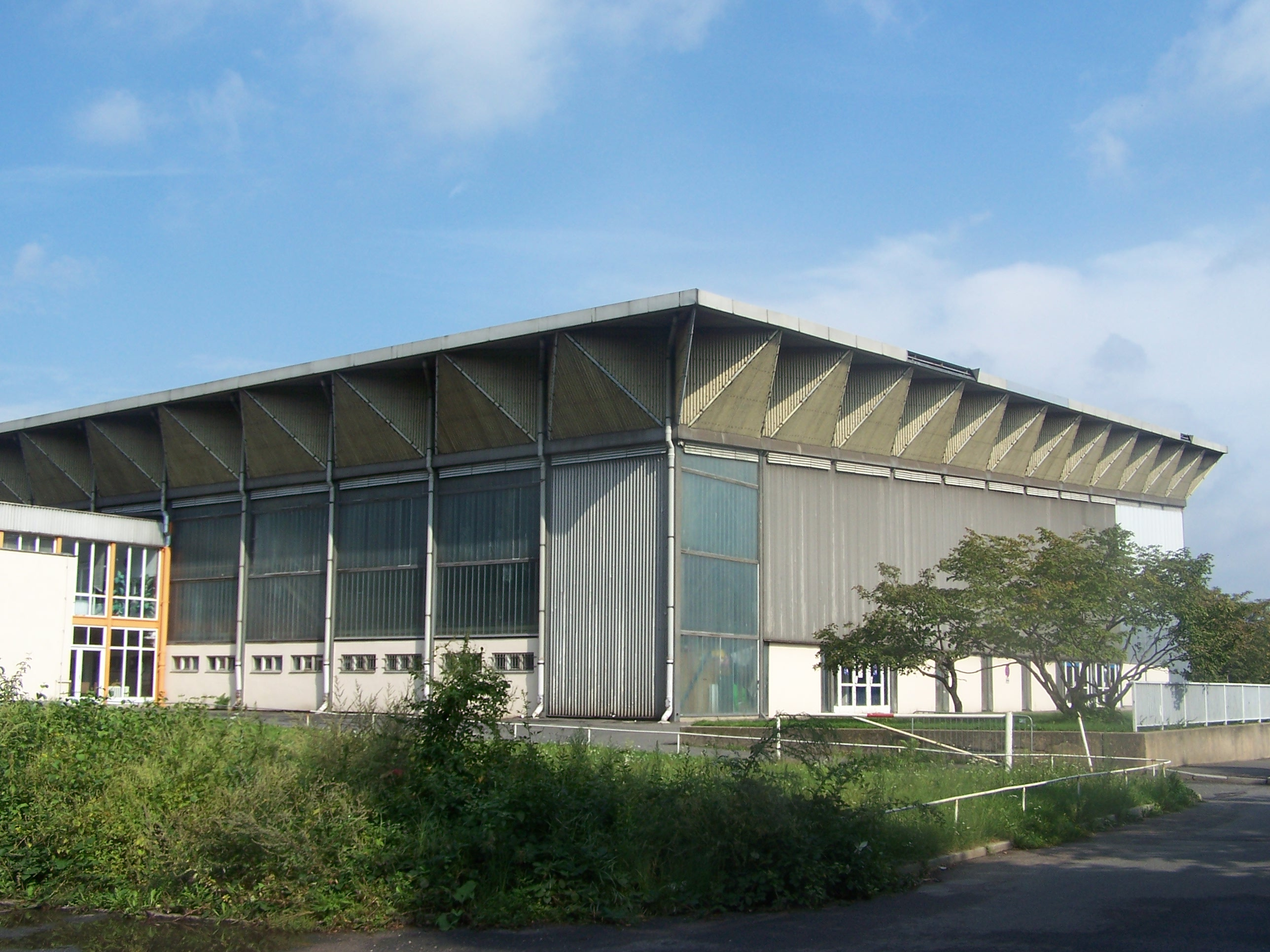
Eissporthalle Pieschener Allee
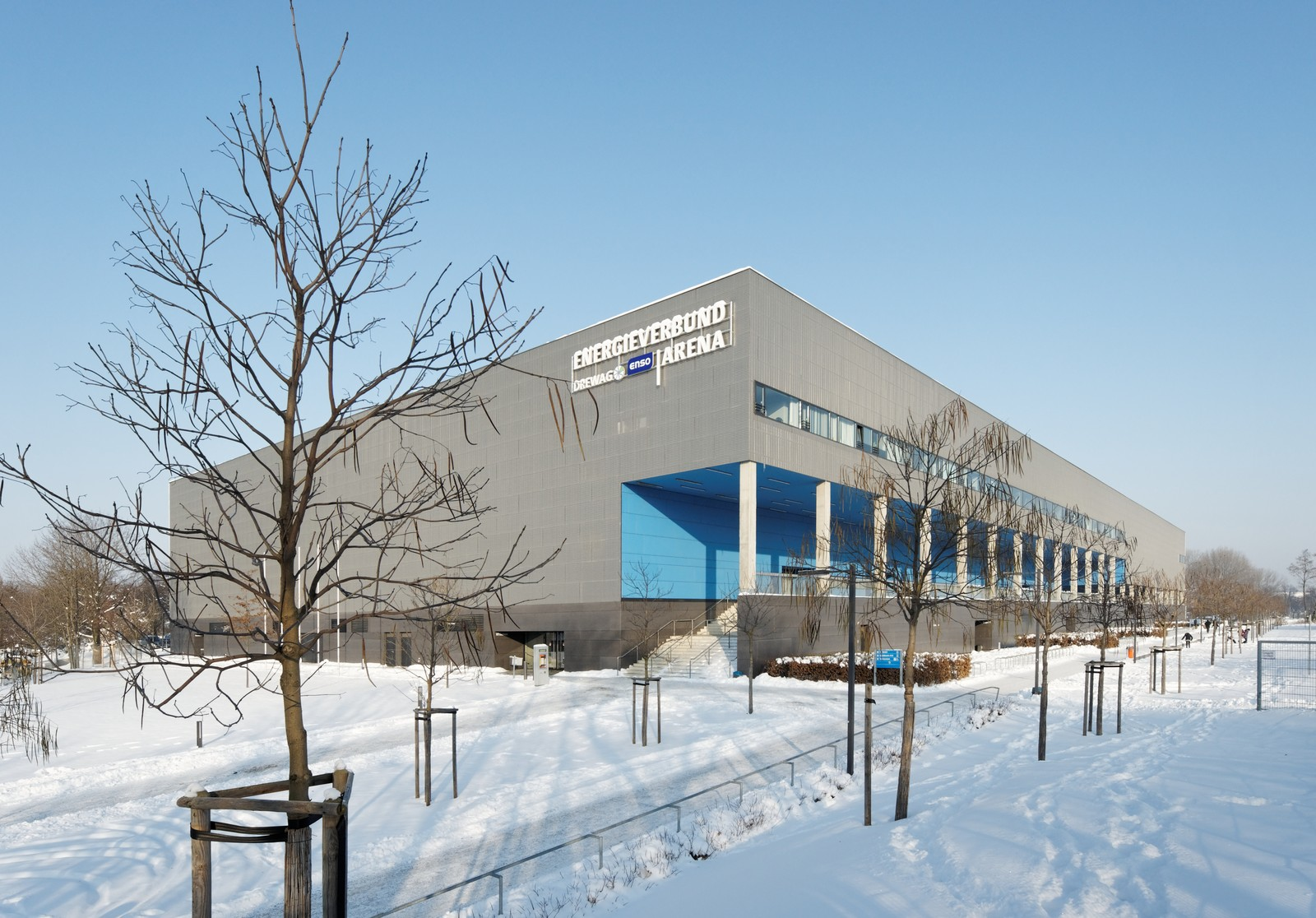
Eissporthalle Joynext Arena
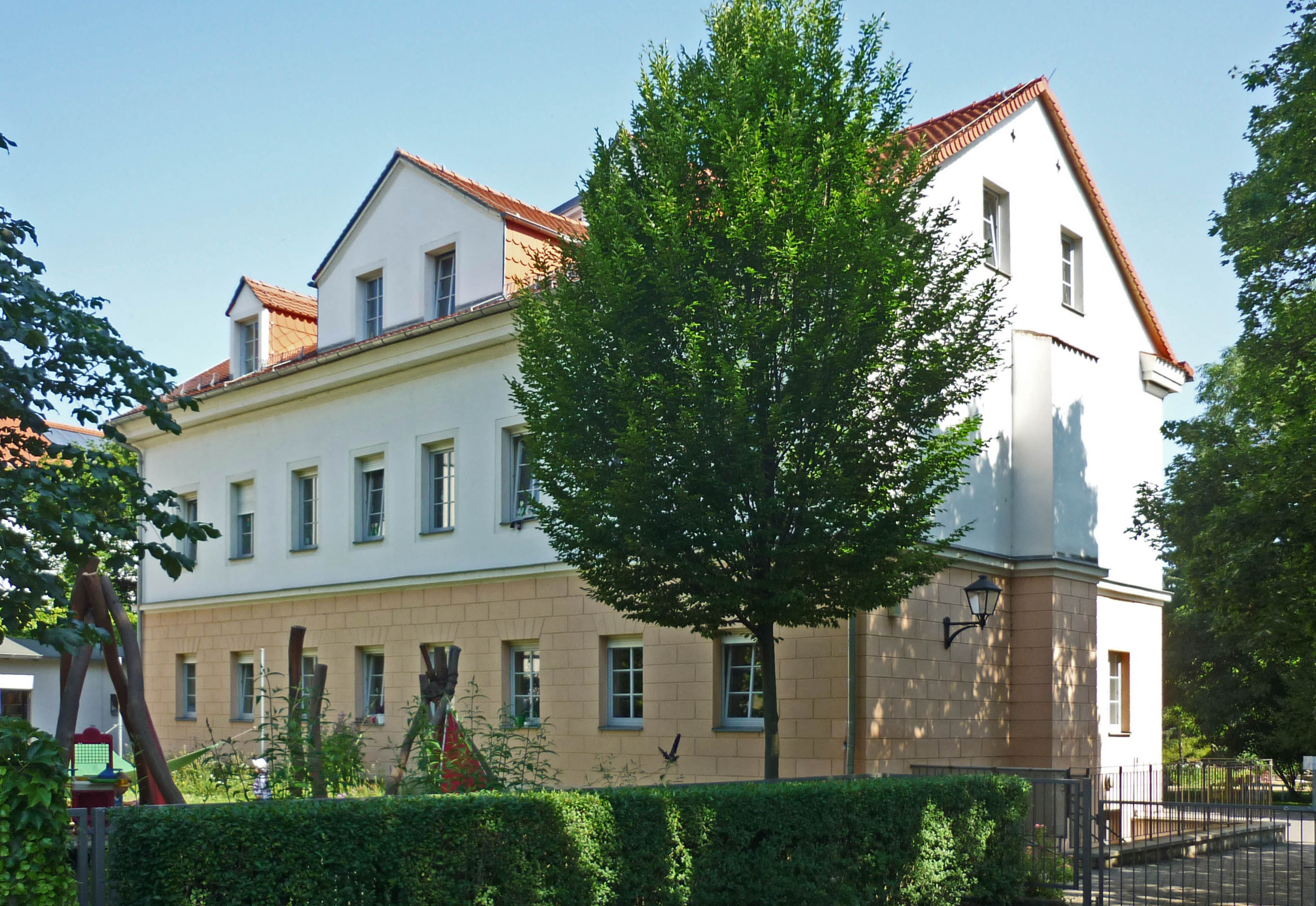
Nach der Geburt von Paula Modersohn-Becker bezog die Familie Becker ein Haus in der „Friedrichstraße 29“

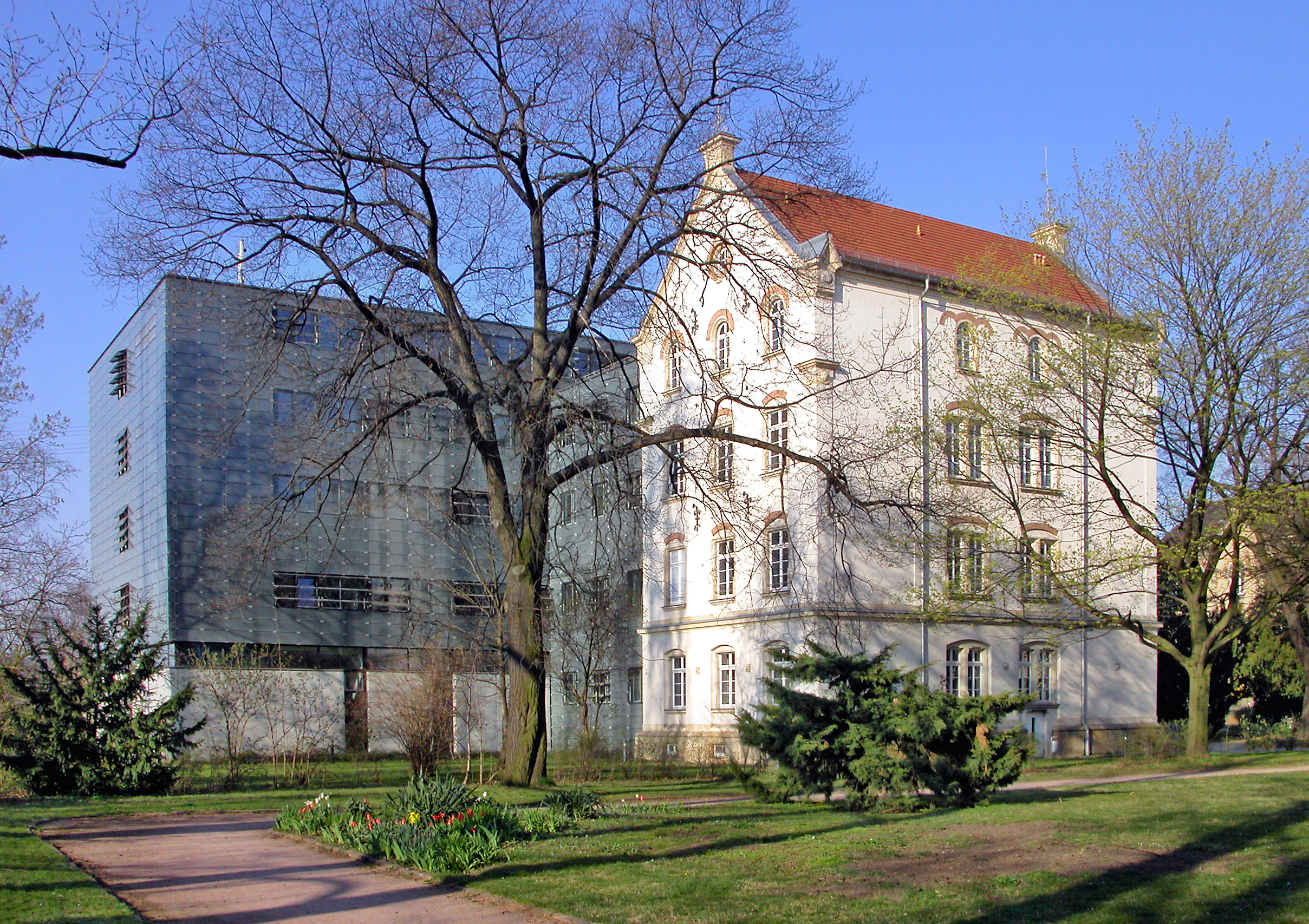
Dresden-Friedrichstadt, Geriatrische Rehabilitationsklinik Löbtau, Altonaer Str. 2a